# Damnacanthus henryi
Damnacanthus henryi là một loài thực vật có hoa trong họ Thiến thảo. Loài này được (H.Lév.) H.S.Lo mô tả khoa học đầu tiên năm 1979.